# 根本二郎
根本 二郎（ねもと じろう、1928年11月1日 - 2014年12月7日）は、日本郵船最高顧問で、元社長・会長。日本経済団体連合会名誉会長。

## 経歴
東京府立第五中学校、旧制静岡高等学校を経て東京大学法学部卒業。1952年日本郵船に入社。1987年日本郵船副社長。1989年日本郵船社長。1995年日本郵船会長。2003年同社初の名誉会長に就任。2009年日本郵船相談役。
1995年日本経営者団体連盟会長。1999年日本経営者団体連盟特別顧問。2002年日本経済団体連合会名誉会長。
1998年中央教育審議会会長。
1998年三菱倉庫取締役、日本空港ビルデング取締役。1999年パレスホテル取締役。
1998年早稲田大学名誉博士。2000年勲一等瑞宝章受章。他にドイツ連邦共和国功労勲章大功労十字章、フランス共和国レジオンドヌール勲章等を受章。2007年国民政治協会第8代会長。
2014年12月7日死去。86歳没。

## 受章等
- 運輸大臣表彰（1989年）
- 藍綬褒章（1990年）
- 勲一等瑞宝章（2000年）
- ドイツ連邦共和国功労勲章大功労十字章（2002年2月）
- フランス共和国レジオンドヌール勲章（2004年7月）
- イタリア連帯の星勲章グランデ・ウッフィチャーレ章（2007年1月）